# Heinrich Kreutz (Astronom)

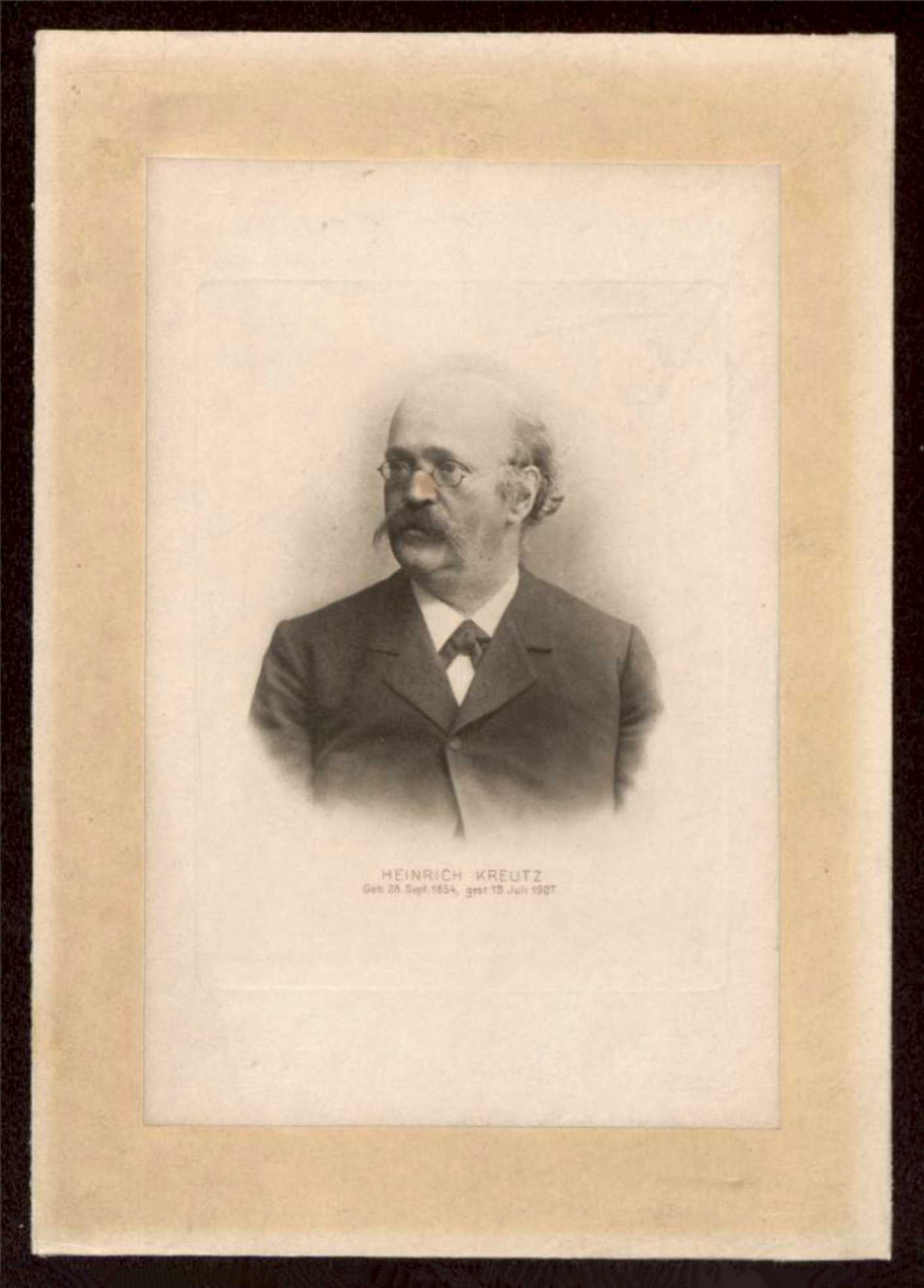
Heinrich Kreutz (undatierte Fotografie)

Heinrich Carl Friedrich Kreutz (* 28. September 1854 in Siegen; † 13. Juli 1907 in Kiel) war ein deutscher Astronom. Nach ihm wurde die Kreutz-Gruppe benannt, eine Gruppe von Kometen, die besonders nah an der Sonne vorbeiziehen.

## Herkunft
Seine Eltern waren der Superintendent von Siegen Karl Kreutz (1812–1894) und dessen Ehefrau Carolina Schleifenbaum (* 1823; † um 1900), die Tochter eines Eisenfabrikanten. Der Industrielle und Abgeordnete Adolf Kreutz (1822–1895) war sein Onkel.

## Leben
Nach seiner Schulzeit in Siegen studierte Kreutz an der Universität Bonn Astronomie unter Eduard Schönfeld. 1880 promovierte er und ging anschließend für mehrere Monate nach Wien, wo er unter Theodor Oppolzer arbeitete.
1882 nahm er eine Stelle als Rechner am Astronomischen Rechen-Institut von Berlin an. 1883 wechselte er zur Universität Kiel; an der dortigen Sternwarte war sein ehemaliger Professor Krüger zwischenzeitlich Direktor geworden. Kreutz arbeitete zunächst wieder als Rechner und ab 1889 als Beobachter an der Sternwarte. 1891 wurde er zum Professor für Astronomie an der Kieler Universität ernannt. In dieser Zeit heiratete er Krügers Tochter.
1896 verstarb Krüger und Kreutz übernahm dessen Aufgabe als Herausgeber der Astronomischen Nachrichten, einer der seinerzeit führenden Fachzeitschriften für Astronomie. Seit 1891 gehörte er der Akademie der Naturforscher Leopoldina als Mitglied an.
Kreutz untersuchte die Bahnen von Kometen, deren Periheldurchgänge in großer Sonnennähe stattfanden, und stellte fest, dass diese Fragmente eines größeren Kometen sein müssen. Einige der Kreutz-Kometen gehören zu den hellsten Kometen, die jemals beobachtet wurden, wie der 1965 erschienene Komet Ikeya-Seki.
1907 verstarb Kreutz in Kiel nach langer Krankheit im Alter von 52 Jahren.
2004 wurde der Asteroid (3635) Kreutz nach ihm benannt.

## Familie
Er heiratete Else Krueger (1861–1940), die Tochter des Astronomen Adalbert Krueger. Das Paar hatte zwei Söhne und drei Töchter.